# Cuius est solum eius est usque ad coelum et ad inferos
Cuius est solum, eius est usque ad coelum et ad inferos (Latin för den marken tillhör, den tillhör allt från himlen till helvetet), ofta förkortat till cuius est solum eius est usque ad coelum, är en fastighetsrättslig princip som säger att fastighetsägarens rättigheter inte endast omfattar själva ytan utan även sträcker sig till luften ovan och (i dess längre form) grunden därunder.
I begränsad form accepteras fortfarande principen i modern anglosaxisk rätt. Rättigheterna delas upp i rätt till luften ovan och i rätt till grunden under markytan. I allmänhet har fastighetsägare rätt till utrymmet omedelbart ovan marken – vilket skyddar mot överhängande grannbyggnader – och under marken, men fastighetsägaren kan inte förhindra till exempel luftfart över eller byggande av tunnelbanor under marken.
Vad gäller rätten till luften ovan marken härleds frasen till den italienske 1200-talsjuristen Accursius och sägs ha gjort sitt inträde i engelsk common law under Edvard I. 